# Asthenotricha ansorgei
Asthenotricha ansorgei là một loài bướm đêm trong họ Geometridae.